# Petatje

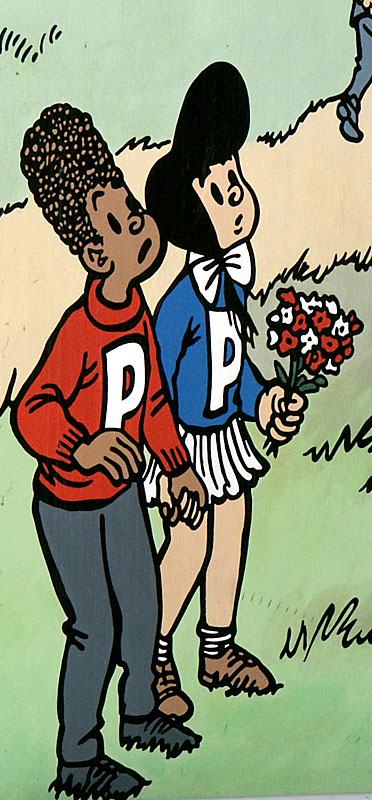
Petoetje en Petatje op een stripmuur in Brussel.

Pethalia, in het verhaal meestal aangeduid met Petatje, is een stripfiguur die vanaf 1953 verschijnt in de Vlaamse serie De avonturen van Nero & Co, getekend door Marc Sleen. Zij is de beste vriend van Petoetje.

## Personage
Petatje is een stereotype meisje. Ze is enorm nieuwsgierig en raakt voor het minste in paniek. Deze eigenschappen brengen haar dan ook in meerdere verhalen in de problemen. Petatje is in de reeks net zoals Petoetje ongeveer 10 jaar oud. De twee maken weleens ruzie met elkaar en met Nero die ze steevast hun "nonkel" (of "oompje") noemen. In Doe De Petoe (1994) toont Petatje zich erg jaloers op Petoetjes succes als popster, zeker wanneer hij het gezelschap krijgt van het meisje Fifi. Haar karakter is vergelijkbaar met Wiske, al is Petatjes persoonlijkheid minder sterk uitgewerkt. Dit heeft natuurlijk ook te maken met het feit dat Wiske in Suske en Wiske steevast de hoofdrol speelt en Petatje in Nero uitermate zelden.
In het verhaal Pol de Pijpegeest (1954-1955) heeft Petatje samen met Petoetje een gezelschapsdier, de hond Titus. De hond beschikt na het inslikken van een bijzondere pijp over de gave om wensen te vervullen.

### Uiterlijk
Petatje is nog klein, ongeveer even groot en oud als Petoetje. Tijdens de stripreeks groeien ze niet. Ze heeft een grote bos met zwart haar wat ze altijd in twee staarten draagt, en in elke staart zit een grote vlinderstrik. Ook draagt ze korte plooirokken met een trui met felle kleuren daarboven.
In de latere verhalen waarin Petatje opduikt draagt ze een vaste outfit: een blauw plooirokje met een gele/oranje coltrui erboven met de letter "P" erop, daarmee verwijzend naar de eerste letter van haar naam. Ook Petoetje draagt een trui met een "P", maar die van hem is rood. Verder draagt Petatje haar strikken in dezelfde blauwe kleur als haar rok.
In Allemaal Beestjes (1981) verandert haar uiterlijk. In dit album wordt ze in een zwaluw veranderd.

## Debuut en verschijnen in de reeks
Petatje wordt geïntroduceerd in het Nero-verhaal De Ring van Petatje (1953). Petatje is een steenrijk meisje, wier ouders net zijn overleden. Haar tante Eusebie treedt op als voogd, maar is eigenlijk uit op Petatjes erfenis en probeert haar hierom verschillende keren om het leven te brengen. Uiteindelijk krijgt Petatje de erfenis toch in haar bezit: 14 eigen huizen en 14 miljoen Belgische frank op een rekening, die in het volgende album, De Hoorn des Overvloeds (1953-1954), al meteen volledig door Nero worden verbrast. Aan het einde van dit album wordt ze door Nero geadopteerd, maar één verhaal later neemt Madam Pheip de adoptie over. Eerder had ze ook al Petoetje onder haar hoede genomen en de twee kinderen worden beste vrienden. Petatje is echter in het hieropvolgende album, De Hoorn des Overvloeds (1953-1954) opvallend afwezig en pas vanaf De Gouden Vrouw (1954) wordt ze actief in de reeks betrokken.
Toch speelt ze meestal net als Petoetje slechts bijrollen of verschijnt ze helemaal niet omdat ze naar school moet of in een pensionaat wordt gestopt. In De Juweleneter (1963) komen Petoetje en Petatje hiertegen in opstand. Soms spijbelen ze en achtervolgen de volwassenen tijdens hun avonturen, zoals in De IJzeren Kolonel (1957) en Het Groene Vuur (1965). In de albums Patati Patata (1972), De P.P. Safari (1979-1980), De Bibberballon (1990) en Het Achtste Wereldwonder (1996) spelen Petoetje en Petatje een grotere rol.
Verder krijgt Petatje zelf de hoofdrol toebedeeld in het album De Prinses van Wataboeng (1995), waarin ze toevallig tot prinses wordt uitgeroepen, al mag ze niets behalve op de troon zitten.

## Referentie
1. ↑  Petoetje en Petatje op stripverhalen.net
2. ↑  Allemaal Beestjes op stripspeciaalzaak.be